# Park Zwycięstwa w Erywaniu
Park Zwycięstwa w Erywaniu (orm. Հաղթանակ զբոսայգի)  – jeden z parków miejskich znajdujących się w Erywaniu. 

## Charakterystyka
Budowa parku została rozpoczęta w 1930 roku. Dawniej park był znany pod nazwą Park Miejski Arabkir (na cześć jednej z dzielnic Erywania - Arabkir). Po zakończeniu II wojny światowej park przemianowano na Park Zwycięstwa. Po wojnie park został otwarty 29 listopada 1950 roku, w ten sam dzień w parku umieszczono 19-metrowy pomnik Józefa Stalina autorstwa Siergieja Mierkurowa. W 1962 roku pomnik zdemontowano i zastąpiono go pomnikiem Matki Armenii (Matka Armenia to personifikacja narodowa Armenii). W 1958 roku w parku rozpoczęto budowę sztucznego jeziora Arevik, w następnym roku w parku otwarto restaurację. W latach 1983–1985 park był zamknięty z powodu prac konserwatorskich. W 1989 roku w małym parku rozrywki znajdującym się we wschodniej części parku zainstalowano diabelski młyn.